# Psychoda acuta
Psychoda acuta är en tvåvingeart som beskrevs av Tonnoir 1939. Psychoda acuta ingår i släktet Psychoda och familjen fjärilsmyggor.
Artens utbredningsområde är Uganda. Inga underarter finns listade i Catalogue of Life.